# サナ川
座標: 北緯45度03分02秒 東経16度23分00秒 / 北緯45.05056度 東経16.38333度
サナ川（Sana / Сана）はボスニア西部のボサンスカ・クライナ地方を流れる川で、ウナ川の支流の中では最大規模の川である。本流のウナ川とネレトヴァ川はボスニア・ヘルツェゴビナの河川の中ではもっとも美しく清らかな川と考えられている。サナ川は全長146km、流域面積は3,370km²で、サナ川の源流はムルコニチ・グラードのドニャ・ペツカ村近くにある3つのカルストの泉である。
クリュチ、サンスキ・モスト、プリイェドルを流れゴムイェニツァ川（Gomjenica）と合流し、ボサンスキ・ノヴィでウナ川に流れ込む。